# Joseph Robson
Joseph Robson war ein chilenischer Fußballspieler. Der Mittelfeldspieler absolvierte zwei Länderspiele für Chile. 

## Vereinskarriere
Auf Vereinsebene spielte Joseph Robson 1910 beim English FC aus der Hauptstadt Santiago de Chile. Mehr ist über seine Vereinskarriere nicht bekannt.

## Nationalmannschaft
Joseph Robson debütierte für Chile bei der 0:3-Niederlage in der Copa Centenario Revolución de Mayo, einem Vorläufer der heutigen Copa América, gegen Uruguay. Beim selben Turnier absolvierte der Mittelfeldspieler bei der 1:5-Niederlage gegen Argentinien sein zweites und letztes Länderspiel.